# Jean Forestier
Pour les articles homonymes, voir Forestier.
Jean Forestier, né le 7 octobre 1930 à Lyon, est un coureur cycliste français. Professionnel de 1953 à 1965, il a notamment remporté Paris-Roubaix en 1955, le Tour des Flandres en 1956 ainsi que le classement par points du Tour de France 1957, qu'il a terminé à la quatrième place.
Depuis la mort d'Émile Masson en janvier 2011, il est le doyen des vainqueurs de Paris-Roubaix, de même que du Tour des Flandres depuis le décès de Roger Decock le 30 mai 2020.

## Palmarès

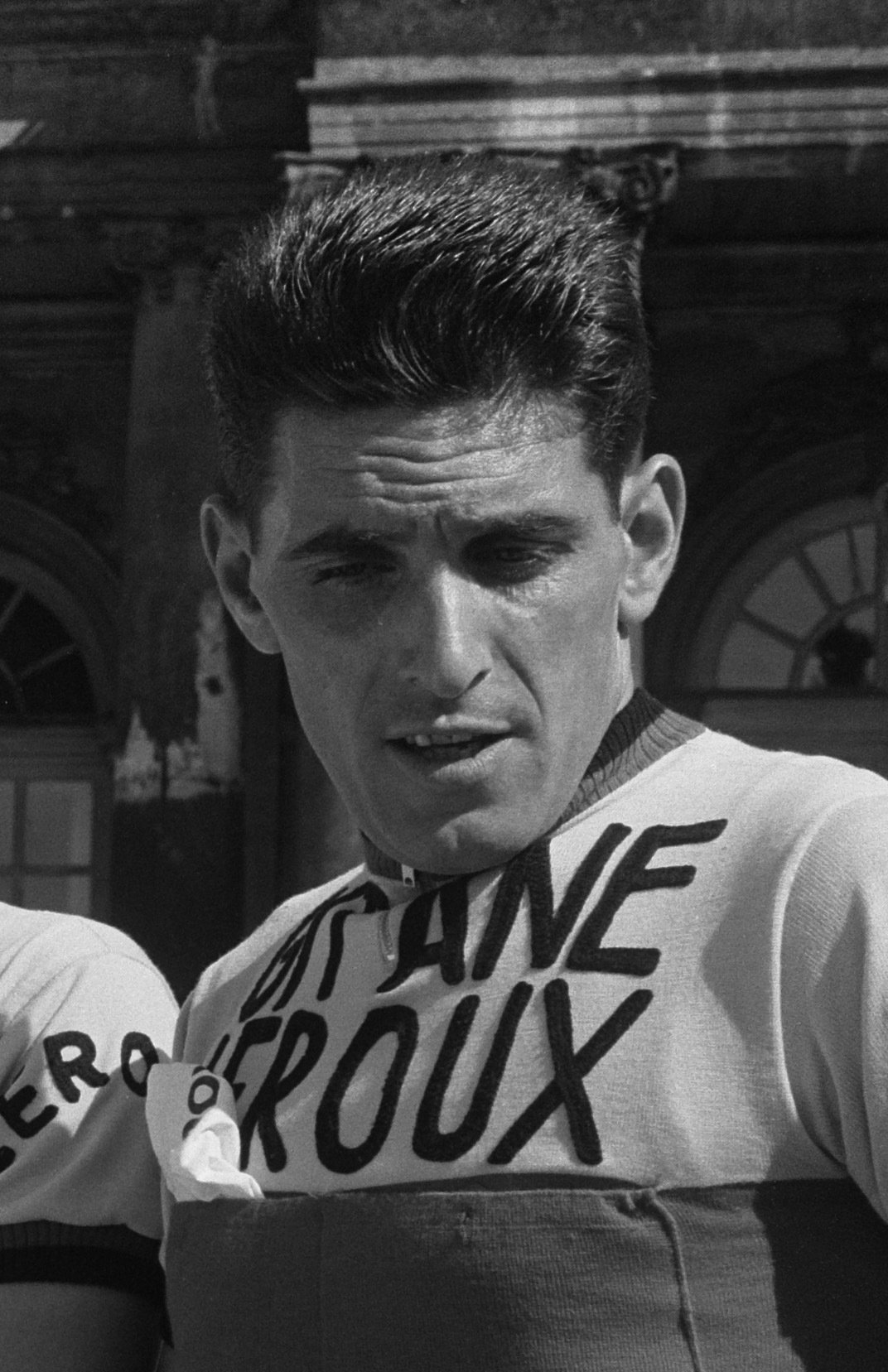
Jean Forestier lors du Tour de France 1962.

### Palmarès année par année
- 1951
  - Grand Prix de Reyrieux
- 1952
  - 2e de Lyon-Grenoble-Lyon
- 1953
  - Polymultipliée lyonnaise
  - Grand Prix du comptoir des tissus
  - 1re étape du Circuit des six provinces
  - Grand Prix de Vals-les-Bains
  - Grand Prix de Thizy
- 1954
  - Grand Prix de Vals-les-Bains
  - Tour de Romandie :
    - Classement général
    - 1re étape

  - 16e étape du Tour de France
  - 4e et 6e étapes du Circuit des six provinces
  - Grand Prix de Thizy
  - 3e du Grand Prix Catox
  - 8e du championnat du monde sur route
- 1955
  - Grand Prix de Cannes
  - Paris-Roubaix
  - 2e étape du Tour des Provinces du Sud-Est
  - 20e étape du Tour de France
  - 2e du Grand Prix de l'Écho d'Alger
  - 8e du Tour de Romandie
- 1956
  - Tour des Flandres
  - 16e étape du Tour de France
  - 3e du Critérium national
  - 3e de Paris-Roubaix
  - 3e du Tour de Luxembourg
  - 4e du Challenge Desgrange-Colombo
  - 9e de Liège-Bastogne-Liège
  - 10e de Paris-Nice
  - 10e de Tour de France
- 1957
  - Critérium national
  - Tour de Romandie :
    - Classement général
    - 2e et 3eb (contre-la-montre) étapes

  - 8e étape du Critérium du Dauphiné libéré
  - Grand Prix de Ravennes (contre-la-montre par équipes)
  - Tour de France :
    -  Classement par points
    - 3ea étape (contre-la-montre par équipes)

  - 3e du championnat de France sur route
  - 4e du Tour de France
  - 6e de Paris-Nice
- 1958
  - 7ea étape du Critérium du Dauphiné libéré (contre-la-montre)
  - 2ea étape du Grand Prix Marvan (contre-la-montre par équipes)
  - 3e des Six Jours de Paris (avec Dominique Forlini et Pierre Brun)
  - 5e du championnat du monde sur route
  - 5e de Paris-Roubaix
  - 6e de Paris-Nice
  - 10e de Milan-San Remo
- 1959
  - 2e du championnat de France sur route
- 1960
  - Circuit des régions flamandes
  - 4e de Paris-Roubaix
  - 5e de la Flèche wallonne
  - 8e de Paris-Tours
  - 10e du Grand Prix des Nations
- 1961
  - 8e étape du Tour de France
  - Grand Prix du Parisien (contre-la-montre par équipes)
  - 10e des Quatre Jours de Dunkerque
- 1962
  - 3ea étape de Paris-Nice (contre-la-montre par équipes)
  - Tour du Var :
    - Classement général
    - 1re étape

  - 6e de la Flèche wallonne
  - 8e de Paris-Roubaix
- 1964
  - 3e de Paris-Nice
  - 9e de Milan-San Remo
  - 10e de Paris-Bruxelles

### Résultats sur les grands tours

#### Tour de France
10 participations
- 1953 : 39e
- 1954 : 27e, vainqueur de la 16e étape
- 1955 : 32e, vainqueur de la 20e étape
- 1956 : 12e, vainqueur de la 16e étape
- 1957 : 4e,  vainqueur du classement par points, vainqueur de la 3e étape (contre-la-montre par équipes),  maillot jaune pendant deux jours
- 1958 : abandon (2e étape)
- 1959 : 34e
- 1960 : abandon (7e étape)
- 1961 : 35e, vainqueur de la 8e étape
- 1962 : 36e

## Préface
- (fr + en) Tour De France 1957 - Livre De Route Officiel / Official Roadbook  (préf. Jean Forestier), Procyclingmaps, 13 juin 2022, 128 p. (ISBN 978-2-9583-2720-0).